# Jardinier à joues blanches
Ailuroedus buccoides
Espèce
Statut de conservation UICN

 LC  : Préoccupation mineure
Le Jardinier à joues blanches (Ailuroedus buccoides) est une espèce de passereaux de la famille des Ptilonorhynchidae trouvé en Papouasie-Nouvelle-Guinée et Indonésie.

## Distribution
Elle suit les grandes étendues boisées de basse altitude de la Nouvelle-Guinée avec, à l’ouest, les îles Salawati, Batanta, Waigeo et Jobi.

## Sous-espèces
D'après la classification de référence (version 5.2, 2015) du Congrès ornithologique international, cette espèce est constituée des sous-espèces suivantes (ordre phylogénique) :
- A. b. buccoides  (Temminck, 1836) : îles Waigeo, Batanta et Salawati à l’ouest du Vogelkop en Papouasie Occidentale et nord-ouest de la Nouvelle-Guinée jusqu’à la rivière Siriwo, au nord, et jusqu’à la baie Triton, au sud ;
- A. b. geislerorum Meyer A. B., 1891 : île Jobi et nord de la Nouvelle-Guinée, de la rivière Mamberano à la baie Collingwood ;
- A. b. stonii Sharpe, 1876 : sud-est de la Nouvelle-Guinée, de la rivière Purari à la baie Amazone ;
- A. b. cinnamomeus Mees, 1964 : sud de la Nouvelle-Guinée, de la rivière Mimika à l’aire de Kutubu et à la rivière Fly.

## Habitat
Le jardinier à joues blanches est inféodé essentiellement aux forêts de collines de basses altitudes (entre 0 et 800 m, parfois jusqu’à 1200 m) et occasionnellement à leurs lisières mais aussi aux forêts soumises à la mousson dans le sud-est de sa distribution (Frith & Frith 2009).

## Alimentation
Elle se compose de fruits, d’insectes, de petits oiseaux adultes et d’oisillons capturés au nid. Les poussins de l’espèce sont nourris de fruits et d’arthropodes (Beehler et al. 1986, Frith & Frith 2009).

## Mœurs
Il recherche sa nourriture essentiellement dans le feuillage de l’étage inférieur de la forêt mais aussi dans la strate intermédiaire. Il évolue seul, en couples ou en petits groupes familiaux de trois individus; parfois même en groupes mixtes avec d’autres oiseaux frugivores. Il fréquente généralement le couvert végétal mais il évolue aussi parmi les branches et sautille sur le sol de la forêt en quête de trous d’eau pour boire et se baigner (Coates 1990, Frith & Frith 2008, 2009).

## Voix
L’oiseau-chat à joues blanches émet ses cris du couvert végétal ce qui trahit généralement sa présence. Il lance des appels sifflés ainsi qu’un meeyaaah nasal rappelant le miaulement d’un chat. Les couples maintiennent un contact sonore en émettant des notes brèves, aiguës et métalliques tink ou chink. Le chant territorial consiste en une suite de notes raclées et discordantes (Frith & Frith 2008).

## Comportement nuptial
Le mâle ne construit pas de berceau mais il défend un petit territoire d’environ 12 m de diamètre et de 6 m de hauteur. Il ne s’agit pas d’une véritable scène nuptiale car le mâle ne fait qu’adopter une aire aux conditions écologiques un peu particulières, sans aucune modification de sa part. Il recherche un ensemble de petits arbustes moussus mêlés à des fougères arborescentes, des vignes grimpantes et des broussailles ainsi qu’à plusieurs troncs d’arbres plus importants. Là, posté bas dans l’enchevêtrement de la végétation, il lance son appel par intervalles de 10 à 25 secondes pratiquement tout au long de la journée. Pour produire ce cri, il adopte une attitude particulière en baissant fortement la tête au-dessous du niveau du perchoir puis cesse son appel quand il la relève. Parfois, mâle et femelle se livrent à des poursuites violentes avec force battements d’ailes mais sans émettre le moindre cri (Ottaviani 2014).

## Parade nuptiale
Les couples appariés exécutent des courses-poursuites en volant à travers le feuillage bas et en sautillant sur le sol. Ils forment des couples durables (sur une ou plusieurs saisons) et défendent un territoire contre des congénères du secteur mais semblent moins territoriaux hors période de reproduction (Frith & Frith 2008, 2009).

## Nidification
C’est une coupe massive et peu profonde, composée de feuilles et de rameaux densément entrelacés avec un revêtement interne de fines tiges mais sans la paroi de fibres de bois et de boue séchée comme c’est le cas chez les autres espèces du genre Ailuroedus. Il est placé entre 2 et 3 m de hauteur à la base de l’éventail d’un Pandanus ou dans la fourche d’un arbuste feuillu. En captivité, la femelle pond de un à trois œufs mais un seul en milieu naturel. En milieu captif, sur 21 couvées, l’incubation dure de 17 à 24 jours et la période d’élevage des jeunes au nid, entre 17 et 23 jours. La couvaison incombe à la femelle seule mais le nourrissage des jeunes est assuré par les deux parents. Un jeune sauvage est resté plus de trois mois et demi avec ses parents après avoir quitté le nid (Frith & Frith 2008, 2009).

## Biologie de reproduction
La saison de reproduction varie selon la localisation et peut avoir lieu pratiquement à n’importe quel mois de l’année à travers son aire. Il peut y avoir deux saisons de reproduction comme à Crater Mountain Wildlife Management Area dans la province des Hauts Plateaux de l’est. Les périodes de ponte se situent en janvier, entre avril et juin et en novembre. Des jeunes au nid ont été répertoriés en mai et en juin, et des femelles en condition de reproduction entre février et mai, août, septembre et décembre. Un couple s’occupant d’un jeune de plusieurs semaines a été observé à Port Moresby à la mi-juin (Frith & Frith 2008, 2009).

## Statut, conservation
L’espèce est commune à travers son aire et largement répartie avec une densité de neuf individus pour 10 hectares de forêt pluviale sur le site de Brown dans le sud-est de la Nouvelle-Guinée mais rare dans la région minière d’Ok Tedi dans le centre (Frith & Frith 2009).